# Münchner Française
Die Française entwickelte sich aus mehreren französischen Kontratänzen des 18. Jahrhunderts.
Wie der Name vermuten lässt, hat die Münchner Française (Aussprache: Frangßähs) ihre Eigenständigkeit in München und Umgebung entwickelt. Sie entstand ab Anfang des 19. Jahrhunderts, also kurz vor der Lebzeit des Königs Ludwigs II. Im Gegensatz zur Française, die als Modetanz weitgehend wieder verschwand, breitete sich die Münchner Française immer weiter aus. Sie ist eng verwandt mit der Quadrille und wird wie diese oft zur Fledermaus-Quadrille von Johann Strauss (Sohn) getanzt. Nach dem Zweiten Weltkrieg war es vor allem der Münchner Tanzlehrer Peps [Joseph] Valenci (1892–1977), der die Münchner Française prägte und populär machte.
Die Münchner Française wird auch heute noch bei vielerlei Gelegenheiten getanzt und erfreut sich zunehmender Beliebtheit.

## Anlässe
Anlässe, zu denen die Münchner Française getanzt wird, sind
- festliche Bälle wie zum Beispiel: Münchner Rosenball, Ball der Musen, Magnolienball, Galaball der Tanzschule am Deutschen Theater, Chrysanthemenball, Münchner Tanznacht der ADTV-Tanzschulen, Gaudeamus-Ball, Ball der Nationen, Kerzenball im Künstlerhaus am Lenbachplatz vom Blau-Gold-Casino München e.V., MSC-Ball, Uniball der Ludwig-Maximilians-Universität München, Münchner Soirée der Alfons Goppel Stiftung, Winterball der Studienstiftung.
- Volkstanzfeste in München und Umland wie zum Beispiel Maitanz, Kocherlball, Kathreintanz.
- 850. Geburtstag der Stadt München im Jahre 2008. Nach dem Beschluss des Stadtrates vom 20. Juni 2007 luden Tanzmeister die Geburtstagsgäste während der Feierlichkeiten ein, „diesen für München so typischen Tanz zu erlernen und – als Brückenschlag zwischen Jung und Alt, Neubürgern und Alteingesessenen, Damen und Herren – auf den Straßen der Innenstadt aufzuführen.“[2]